# بريان تيكسيرا
بريان ألبرتو سيلفا تيكسيرا جونيور (من مواليد 1 سبتمبر 2000) هو لاعب كرة قدم محترف يلعب كجناح لنادي شتورم غراتس النمساوي. ولد في فرنسا، ويلعب مع منتخب الرأس الأخضر.

## مسيرته
في 17 يوليو 2019، وقع تيكسيرا أول عقد احترافي له مع نادي كليرمون فوت .  بدأ أول مباراة احترافية له مع كليرمون في الفوز 1–0 في دوري الدرجة الثانية الفرنسي في  نوفمبر 2019.
أمضى النصف الثاني من موسم 2019-20 على سبيل الإعارة في نادي كونكارنو الأمريكي . لقد شارك في خمس مباريات في الدوري الفرنسي الدرجة الثالثة قبل إلغاء الموسم بسبب جائحة كوفيد -19 . 
في يونيو 2020، انضم إلى فريق يو إس أورليانز ، الذي هبط حديثًا إلى الدرجة الأولى البطولة الوطنية، على سبيل الإعارة لمدة موسم. 
في 31 أغسطس 2021، انضم إلى النادي النمساوي أوستريا لوستيناو على سبيل الإعارة لموسم 2021–22.  في 30 يونيو 2022، عاد تيكسيرا إلى النمسا لوستيناو على أساس دائم ووقع عقدًا حتى صيف 2024 
في 7 يناير 2023، انضم تيكسيرا إلى إس كيه شتورم غراتس بعقد حتى 

## مسيرته الدولية
ولد تيكسيرا في فرنسا وهو من أصل من الرأس الأخضر.  ظهر لأول مرة مع منتخب الرأس الأخضر في خسارة ودية 1-0 أمام الإكوادور في 11 يونيو 2022، حيث دخل كبديل. 

## الإنجازات
أوستريا لوستيناو
- الدوري النمساوي الثاني لكرة القدم : 2021–22 [9]

## روابط خارجية
- بريان تيكسيرا  على سكروي
- بريان تيكسيرا على فرق كرة القدم الوطنية.كوم